# 賴恭
賴恭（？—？），零陵人，東漢末年人物，先後事奉劉表、劉備。《三国志》记载：赖恭，東漢末年，在荆州刺史刘表手下，任交州剌史。为人忠勇刚直，才华杰出，豪义很强。后来，投奔劉備属下，任镇远將軍，与诸葛亮竭诚扶持刘备，功迹卓著，他同诸葛亮等上书给汉献帝，请封刘备为汉中王。刘备重用他，封为太常。曹丕篡汉后，赖恭无比痛恨，上言给刘备请其称帝，极力扶持劉備江山。其子赖厷，也才华超群拔萃，任丞相西曹令史。

## 生平

### 管理交州
荊州牧劉表意圖染指交州，賴恭被派遣代替被手下區景殺害的張津為交州刺史。及後與同期到任的蒼梧太守吳巨不和，被吳巨舉兵逼走回到故鄉零陵郡，合兵到小零陵及越城求救於步騭。

### 蜀漢為官
劉表死後遭曹操驅逐，所以投靠劉備，劉備拜賴恭為鎮遠將軍。建安二十四年（219年），賴恭與諸葛亮一同上書漢獻帝請封劉備為漢中王，劉備遂命賴恭為太常。建安二十五年（220年），曹丕篡漢，賴上書請劉備稱帝，其後勸諫劉備出征東吳，劉備堅持出征，命其留守在西川。劉備死後與諸葛亮一同建議把劉備與昭烈皇后一同合葬。

## 家庭
- 賴厷，賴恭的兒子。擔任過丞相西曹令史，且深得諸葛亮喜愛。

## 同僚
- 黄柱，与賴恭同时任命，官拜光禄卿。《三国演义》出其姓名卻被稱為「黄权」。

## 《三國演義》中的賴恭
在小說當中，賴恭唯獨在第八十回〈漢王正位續大統〉出現過。當時，他以太常卿的身分與其他名官吏勸劉備登基為帝。不過，其姓名卻被稱為「賴忠」。